# Lakos László
Lakos László (Furta, 1945. augusztus 31. –) magyar állatorvos, korábbi politikus, a Horn-kormány földművelésügyi minisztere 1994. július 15. és 1996. december 15. között.

## Életpályája
1963-tól 1968-ig az Állatorvostudományi Egyetem hallgatója volt. Ezt követően Kőröstetétlenben a Vörös Csillag TSZ állatorvosaként tevékenykedett. 1972 és 1975 között a termelőszövetkezet elnöke volt. 1975-ben a jászkarajenői Árpád Mgtsz elnöke lett 1992-ig. 1985-ben a Gödöllői Agrártudományi Egyetemen államvizsgázott vállalatgazdasági szakmérnökként. 1970-től 1990-ig tanácstag, ezután önkormányzati képviselő volt Kőröstetétlenben.
1969-től 1989-ig az MSZMP, 1989-től az MSZP tagja volt. 1989-től 1990-ig az MSZP országos elnökségének tagja volt. 
1985-ben a Pest megye 9. számú választókerületének (Abony) országgyűlési képviselője lett. 1990-ben az országos listán jutott be a parlamentbe. 1994-ben Pest megye 16. választókerületében (Nagykőrös) kapott mandátumot. 1990-ben a gazdasági állandó bizottság alelnöke, 1992-től a mezőgazdasági bizottság alelnöke volt. 1990-től az Interparlamentáris Unió magyar–ausztrál tagozatának tagja, a magyar–arab tagozat alelnöke. Földművelésügyi miniszter volt 1994. július 15-től. (Elődje Szabó János, utódja Nagy Frigyes volt). 1996. december 15-én  a köztársasági elnök (Horn Gyula miniszterelnök javaslatára) felmentette miniszteri tisztéből.
1998-ban nem került be az országgyűlésbe. 1998 októberében a Pest megyei közgyűlés tagja lett.

## Díjai, elismerései
- Munka Érdemrend arany fokozat